# Torpsdammen
Torpsdammen är en sjö i Falköpings kommun i Västergötland och ingår i Ätrans huvudavrinningsområde. Den är ca hektar ligger omkring 1 km söder om Vartofta-Åsaka kyrka. Sjön avvattnas av ett biflöde till Ätran, som ca 11 km nedströms når Bredska kvarn och Ätrans huvudfåra. I sjöns östkant återfinns en våtmark. Sjön får sitt tillflöde av vatten från svinakullsmossen. Torpsdammen ligger i jordbruksbygd och ligger på fastigheten Torp/Torps säteri.